# Bismarckturm (Osterwieck)

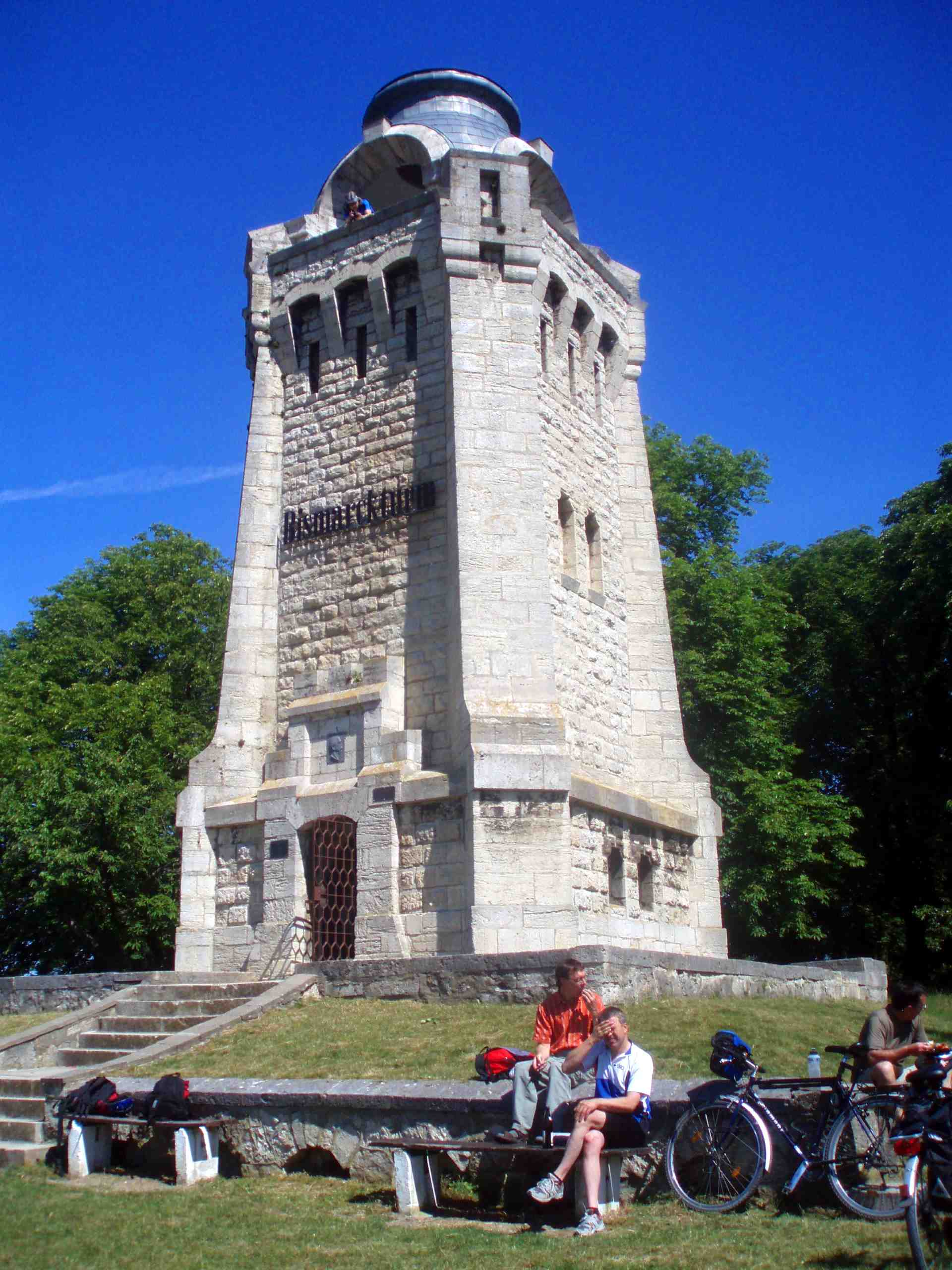
Bismarckturm Osterwieck

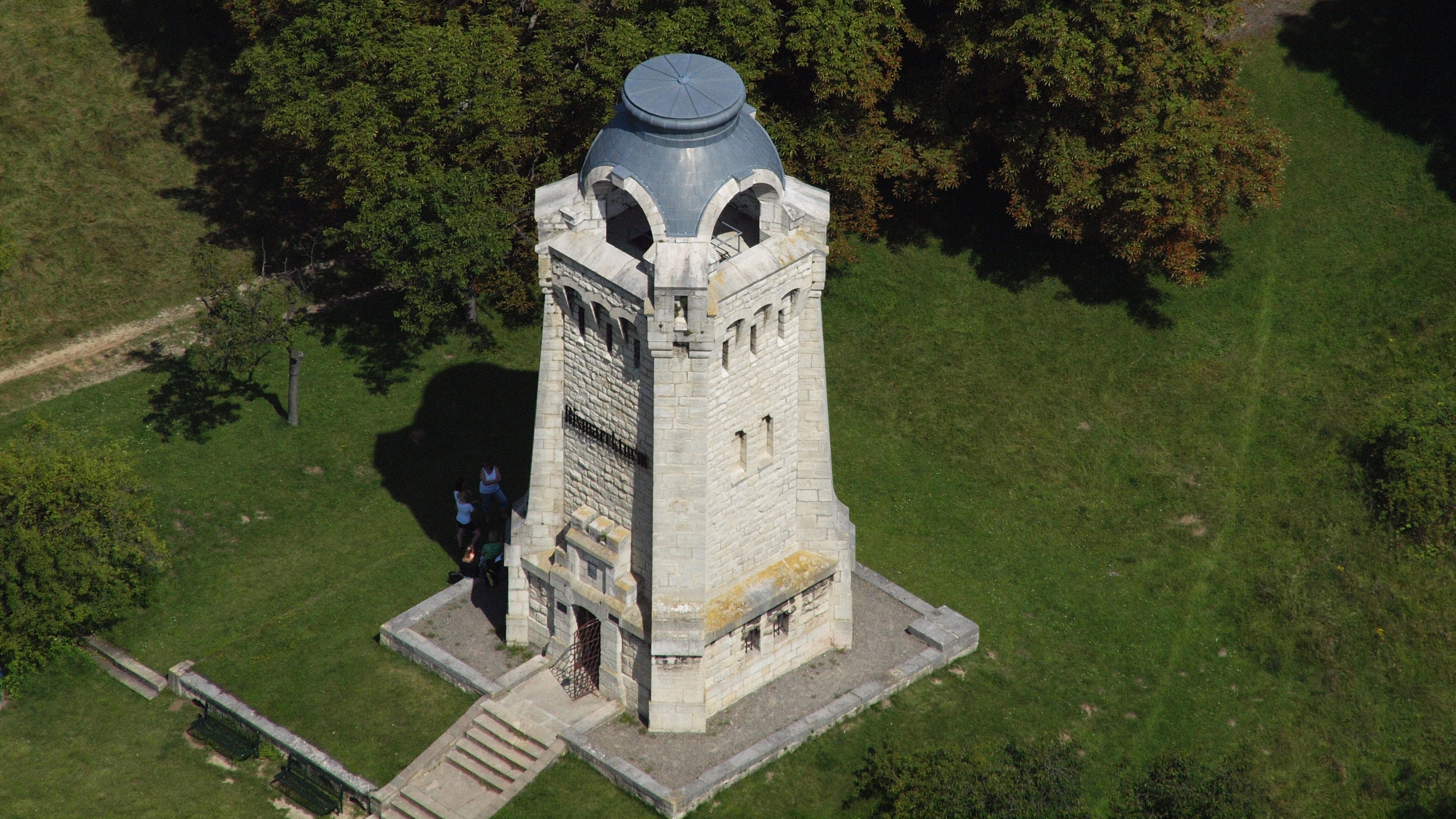
Bismarckturm Osterwieck, Luftaufnahme 2014

Der Bismarckturm am Kirchberg des Fallsteins bei Osterwieck ist ein 19,25 m hoher Bismarckturm mit Befeuerungsmöglichkeit. Der Turm wird als Aussichtsturm genutzt. Seine Einweihung fand im Jahr 1904 statt, der Entwurf stammte von dem Berliner Architekten Otto Raschdorff.